# Campeonato Africano de Atletismo de 2022 - Salto em distância feminino
A prova do salto em distância feminino do Campeonato Africano de Atletismo de 2022 foi disputada no dia 10 de junho, no Complexo Esportivo Nacional Cote d'Or, em Saint Pierre, na Maurícia.

## Recordes
Antes desta competição, os recordes mundiais e do campeonato nesta prova eram os seguintes:
|                       | Nome               | Nacionalidade   | Distância | Local           | Data                |
| --------------------- | ------------------ | --------------- | --------- | --------------- | ------------------- |
| Recorde mundial       | Galina Chistyakova | União Soviética | 7m 52cm   | São Petersburgo | 11 de junho de 1988 |
| Recorde do campeonato | Blessing Okagbare  | Nigéria         | 6m 96cm   | Porto Novo      | 29 de junho de 2012 |
| Recorde africano      | Ese Brume          | Nigéria         | 7m 17cm   | Chula Vista     | 29 de maio de 2021  |

## Medalhistas
| Ouro               | Prata                | Bronze            |
| Marthe Koala (BUR) | Yousra Lajdoud (MAR) | Esraa Samir (EGY) |

## Cronograma
Todos os horários são locais (UTC+4). 
| Data        | Hora  | Evento |
| ----------- | ----- | ------ |
| 10 de junho | 15:55 | Final  |

## Resultado final
A final ocorreu dia 10 de junho às 15:55.
| Posição           | Atleta                  | Nacionalidade                  | #1    | #2   | #3    | #4   | #5   | #6   | Resultado | Notas |
| ----------------- | ----------------------- | ------------------------------ | ----- | ---- | ----- | ---- | ---- | ---- | --------- | ----- |
| Medalha de ouro   | Marthe Koala            | Burquina Fasso                 | 5.90  | 6.25 | 6.13  | x    | 6.42 | x    | 6.42      |       |
| Medalha de prata  | Yousra Lajdoud          | Marrocos                       | 6.24  | 6.34 | 6.37  | 6.21 | 6.03 | 6.18 | 6.37      |       |
| Medalha de bronze | Esraa Samir             | Egito                          | 6.16  | 6.29 | 6.29  | x    | x    | x    | 6.29      |       |
| 4                 | Eljone Kruger           | África do Sul                  | 5.76  | 5.96 | x     | 6.14 | x    | x    | 6.14      |       |
| 5                 | Karmen Fouché           | África do Sul                  | 6.10  | 5.99 | 6.10  | 5.96 | 5.99 | 6.10 | 6.10      |       |
| 6                 | Danielle Nolte          | África do Sul                  | 6.09  | 5.75 | 5.82  | 5.61 | x    | 5.56 | 6.09      |       |
| 7                 | Nemata Nikiema          | Burquina Fasso                 | 5.73w | 5.97 | x     | 4.25 | –    | –    | 5.97      |       |
| 8                 | Véronique Kossenda Rey  | Camarões                       | 5.64  | 5.63 | 5.86v | 5.74 | 5.70 | x    | 5.86v     |       |
| 9                 | Priscilla Tabunda       | Quênia                         | 5.81  | x    | x     |      |      |      | 5.81      |       |
| 9                 | Ruth Agadama            | Nigéria                        | 5.81  | x    | x     |      |      |      | 5.81      |       |
| 11                | Fayza Issaka-Abdoukerim | Togo                           | 4.83  | 5.31 | 5.70  |      |      |      | 5.70      |       |
| 12                | Pauline Raissa Ngouopou | Camarões                       | 5.52  | 5.32 | 5.64  |      |      |      | 5.64      |       |
| 13                | Lola Robert             | Reunião                        | 5.33  | 5.62 | 5.57  |      |      |      | 5.62      |       |
| 14                | Françoise Kumi          | República Democrática do Congo | 4.29  | 4.48 | 4.31  |      |      |      | 4.48      |       |

Legenda
| Recorde mundial       | Recorde mundial (World record)               |                       | Recorde africano                      | Recorde africano (African) |                                           | Q | Classificado por posição (Qualified) |
| Recorde do campeonato | Recorde do campeonato (Championship record)  | Recorde da América    | Recorde da América (Americas)         | q                          | Classificado por melhor tempo (Qualified) |   |                                      |
| Melhor marca do ano   | Melhor marca do ano (World leading)          | Recorde asiático      | Recorde asiático (Asian)              | DNS                        | Não largou (Did not start)                |   |                                      |
| Recorde nacional      | Recorde nacional (National record)           | Recorde europeu       | Recorde europeu (European)            | DNF                        | Não terminou (Did not finish)             |   |                                      |
| Recorde pessoal       | Recorde pessoal do atleta (Personal best)    | Recorde da Oceania    | Recorde da Oceania (Oceania)          | DSQ / DQ                   | Desclassificado (Disqualified)            |   |                                      |
| Recorde da temporada  | Recorde da temporada do atleta (Season best) | Recorde sul-americano | Recorde sul-americano (South America) | NM                         | Sem marca (No mark)                       |   |                                      |